# Schéma de classification
Dans certains domaines informatiques et en particulier dans la norme de registre de métadonnées, ISO/CEI 11179, un schéma de classification correspond à « l'information descriptive d'une organisation ou d'une division d'objets en groupes basés sur des caractéristiques communes des objets ».
Cette norme de registre de métadonnées utilise la notion de schéma de classification tels que définis précédemment, dans le but de classifier les items administrés, comme les éléments de donnée, dans un registre de métadonnées. La fonction est celle des schémas de classification utilisés par ailleurs.

## Intérêt
Il y a beaucoup d'avantages à mettre en œuvre un ou plusieurs schémas de classification pour un ensemble d'objets. En particulier :
- Cela permet à un utilisateur de trouver rapidement un objet dans un grand ensemble d'objets ;
- Cela rend plus facile la détection de doublons ;
- Cela permet le transport de la sémantique (signification) d'un objet qui n'est pas transmise par le nom d'objet ou la définition.

## Exemples
Dans cette norme, la notion de « schéma de classification » regroupe un ensemble varié de vocabulaires utilisés pour classer les objets du monde réel. Cette liste va approximativement de l'informel au plus formel :
- classification telle que définie traditionnellement ;
- mot clé : liste de mots ou d'expressions non catégorisés ;
- thésaurus : répertoire de concepts et de termes les représentant, regroupés selon une structure de catégories plus larges, plus étroites et connexes ;
- taxonomie : liste formelle de mots contrôlés organisés suivant une structure de classification qui ajoute la puissance d'une fonction d'héritage entre les taxons ;
- modèle de données : organisation de mots ou d'expressions qui ont des relations complexes n-n ;
- réseau (mathématiques) : organisation d'objets dans un graphe ;
- ontologie : organisation d'objets dans un graphe acyclique avec de multiples héritages.

Un terme de représentation dans la norme ISO/CEI 11179 est un exemple de schéma de classification pour les éléments de donnée.
1. ↑  Traduction de la définition de "3.2. Classification scheme" de la norme ISO/CEI 11179-2:2005(E)